# Eleonora d'Este (nobile 1537)

Torquato Tasso legge le sue opere ad Eleonora d'Este.

Eleonora d'Este (Ferrara, 19 giugno 1537 – 19 febbraio 1581) fu una nobile appartenente al Ducato di Ferrara.

## Biografia
Fu la figlia quartogenita del duca di Ferrara Ercole II d'Este e di sua moglie la principessa Renata di Francia, figlia di Luigi XII di Francia e di Anna di Bretagna. 
Suoi nonni paterni furono Alfonso I d'Este e Lucrezia Borgia, figlia del papa Alessandro VI. 
Suo fratello maggiore Alfonso II d'Este ereditò il ducato di Ferrara.
A Eleonora d'Este e a sua sorella Lucrezia Torquato Tasso dedicò la lirica O figlie di Renata e all'inizio del XVII secolo si parlò dell'amore che il Tasso avrebbe provato per la principessa ma questa ipotesi sembra del tutto infondata.
Morì il 19 febbraio 1581.

## Ascendenza
|                      |                 |                           | Genitori                     |  |  | Nonni |  |  | Bisnonni        |  |  | Trisnonni          |  |
|                      |                 |                           |                              |  |  |       |  |  | Ercole I d'Este |  |  | Niccolò III d'Este |  |
|                      |                 |                           |                              |  |  |       |  |  | Ercole I d'Este |  |  | Niccolò III d'Este |  |
|                      |                 | Ricciarda di Saluzzo      |                              |  |  |       |  |  | Ercole I d'Este |  |  |                    |  |
| Alfonso I d'Este     |                 |                           |                              |  |  |       |  |  | Ercole I d'Este |  |  |                    |  |
|                      |                 | Eleonora d'Aragona        | Ferdinando I di Napoli       |  |  |       |  |  |                 |  |  |                    |  |
|                      |                 | Eleonora d'Aragona        | Ferdinando I di Napoli       |  |  |       |  |  |                 |  |  |                    |  |
|                      |                 | Eleonora d'Aragona        | Isabella di Clermont         |  |  |       |  |  |                 |  |  |                    |  |
| Ercole II d'Este     |                 | Eleonora d'Aragona        |                              |  |  |       |  |  |                 |  |  |                    |  |
|                      |                 | Papa Alessandro VI        | Jofré Llançol i Escrivà      |  |  |       |  |  |                 |  |  |                    |  |
|                      |                 | Papa Alessandro VI        | Jofré Llançol i Escrivà      |  |  |       |  |  |                 |  |  |                    |  |
|                      |                 | Papa Alessandro VI        | Isabel de Borja              |  |  |       |  |  |                 |  |  |                    |  |
| Lucrezia Borgia      |                 | Papa Alessandro VI        |                              |  |  |       |  |  |                 |  |  |                    |  |
|                      |                 | Vannozza Cattanei         | Giacomo Conte dei Cattanei   |  |  |       |  |  |                 |  |  |                    |  |
|                      |                 | Vannozza Cattanei         | Giacomo Conte dei Cattanei   |  |  |       |  |  |                 |  |  |                    |  |
|                      |                 | Vannozza Cattanei         | Mencia Pinctoris             |  |  |       |  |  |                 |  |  |                    |  |
| Lucrezia d'Este      |                 | Vannozza Cattanei         |                              |  |  |       |  |  |                 |  |  |                    |  |
|                      | Carlo d'Orléans | Luigi I di Valois-Orléans |                              |  |  |       |  |  |                 |  |  |                    |  |
|                      | Carlo d'Orléans | Luigi I di Valois-Orléans |                              |  |  |       |  |  |                 |  |  |                    |  |
|                      | Carlo d'Orléans | Valentina Visconti        |                              |  |  |       |  |  |                 |  |  |                    |  |
| Luigi XII di Francia | Carlo d'Orléans |                           |                              |  |  |       |  |  |                 |  |  |                    |  |
|                      |                 | Maria di Clèves           | Adolfo I di Kleve            |  |  |       |  |  |                 |  |  |                    |  |
|                      |                 | Maria di Clèves           | Adolfo I di Kleve            |  |  |       |  |  |                 |  |  |                    |  |
|                      |                 | Maria di Clèves           | Maria di Borgogna            |  |  |       |  |  |                 |  |  |                    |  |
| Renata di Francia    |                 | Maria di Clèves           |                              |  |  |       |  |  |                 |  |  |                    |  |
|                      |                 | Francesco II di Bretagna  | Riccardo di Dreux            |  |  |       |  |  |                 |  |  |                    |  |
|                      |                 | Francesco II di Bretagna  | Riccardo di Dreux            |  |  |       |  |  |                 |  |  |                    |  |
|                      |                 | Francesco II di Bretagna  | Margherita di Valois-Orléans |  |  |       |  |  |                 |  |  |                    |  |
| Anna di Bretagna     |                 | Francesco II di Bretagna  |                              |  |  |       |  |  |                 |  |  |                    |  |
|                      |                 | Margherita di Foix        | Gastone IV di Foix           |  |  |       |  |  |                 |  |  |                    |  |
|                      |                 | Margherita di Foix        | Gastone IV di Foix           |  |  |       |  |  |                 |  |  |                    |  |
|                      |                 | Margherita di Foix        | Eleonora I di Navarra        |  |  |       |  |  |                 |  |  |                    |  |
|                      |                 | Margherita di Foix        |                              |  |  |       |  |  |                 |  |  |                    |  |